# Let It Bleed
Let It Bleed je album The Rolling Stonesa izdan u studenom 1969. godine. To je prvi album gitarista Micka Taylora, koji se grupi priključio kao zamjena za Briana Jonesa. Časopis Rolling Stone ga je uvrstio na 32. mjesto 500 najvećih albuma svih vremena.

## Popis pjesama
1. Gimme Shelter – 4:32
2. Love in Vain – 4:22
3. Country Honk – 3:10
4. Live with Me – 3:36
5. Let It Bleed – 5:34
6. Midnight Rambler – 6:57
7. You Got the Silver – 2:54
8. Monkey Man– 4:15
9. You Can't Always Get What You Want – 7:30
10. Soul Survivor – 3:49

## Singlovi
- You Can't Always Get What You Want

## Izvođači
- Mick Jagger - pjevač, harmonika
- Keith Richards - gitara, bas-gitara, pjevač
- Mick Taylor - gitara
- Charlie Watts - bubnjevi
- Bill Wyman - bas-gitara

## Top ljestvice

### Album
| Godina | Ljestvica            | Pozicija |
| ------ | -------------------- | -------- |
| 1969.  | UK Top 50 Albumi     | #1       |
| 1969.  | Billboard Pop Albumi | #3       |

### Singlovi
| Godina | Singl                                | Ljestvica             | Pozicija |
| ------ | ------------------------------------ | --------------------- | -------- |
| 1969.  | "You Can't Always Get What You Want" | The Billboard Hot 100 | #42      |

## Vanjske poveznice
- allmusic.com  Arhivirana inačica izvorne stranice od 11. veljače 2021. (Wayback Machine) - Let It Bleed